# Uleåborgs universitetssjukhus
Uleåborgs universitetssjukhus (OYS) är ett finländskt universitetssjukhus i Uleåborg, etablerat 1973. Sjukhuset har cirka 900 vårdplatser och 6 000 anställda. 